# Symétrie C

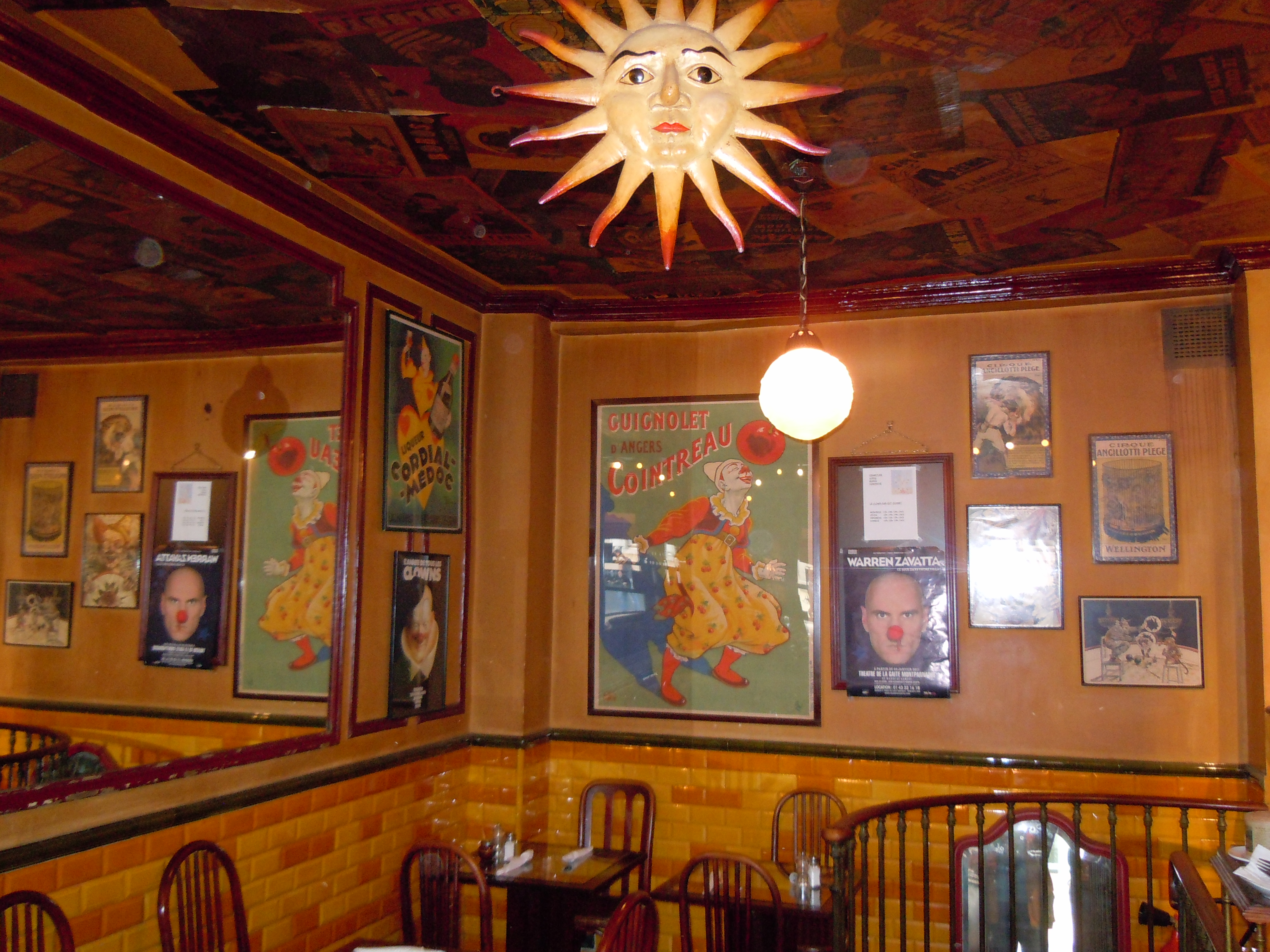
Illusion de symétrie : le reflet de l'ombre de la lampe (sous l'effet du flash de l'appareil photo) semble être le reflet de celle-ci !

En physique des particules, la conjugaison de charge, ou transformation de charge, ou inversion de charge est possiblement observable en ce qui concerne l'électromagnétisme, la gravité, et l'interaction forte. En revanche, la « Symétrie C » (symétrie de charge) n'est pas observée « dans le tableau » de l'interaction faible.

## Formalisation
C(x)= -x.
C(e+)= e-.
C(e-)= e+.
On dit qu’il y a symétrie lorsque la transformation est possible et qu’il y a violation de symétrie lorsque la symétrie est impossible à réaliser expérimentalement ou naturellement. L’électromagnétisme, la gravitation et l’interaction forte obéissent à la symétrie de charge, l’interaction faible viole la symétrie C.
En physique des particules, on dit qu'une théorie possède la symétrie C si elle est invariante sous la transformation inversant toutes les charges {\displaystyle Q_{i}\,} des particules, appelée conjugaison de charge:
{\displaystyle Q_{i}\mapsto -Q_{i}\,}
Cela revient à transformer chaque particule en son antiparticule, l'index {\displaystyle i\,} renvoyant aux différents groupes de jauge {\displaystyle {\mathcal {G}}_{i}\,} de la théorie.

## Renversement des charges en électromagnétisme et en théorie quantique des champs
Les lois de l'électromagnétisme (aussi bien classique que quantique) sont invariantes sous une transformation C: si chaque charge q est remplacée par une charge -q, et si la direction des champs électriques et magnétique est inversée, la dynamique reste la même.
Dans le langage des champs quantiques, une transformation C agit de la façon suivante:
1. {\displaystyle \psi \mapsto -i({\bar {\psi }}\gamma ^{0}\gamma ^{2})^{T}}
2. {\displaystyle {\bar {\psi }}\mapsto -i(\gamma ^{0}\gamma ^{2}\psi )^{T}}
3. {\displaystyle A^{\mu }\mapsto -A^{\mu }}

Ces transformations ne changent pas la chiralité des particules. Un neutrino gauche devient donc un antineutrino gauche sous une transformation de charge. Étant donné que les antineutrinos gauches n'existent pas dans le modèle standard (ou du moins n'interagissent pas avec les autres particules), la conjugaison de charge n'est pas une symétrie de ce modèle. Cela est dû au fait que l'interaction faible viole au maximum cette symétrie: la forme V-A de la théorie électrofaible implique que 100 % des antineutrinos actifs sont droits.
(Certaines extensions possibles du modèle standard, telles que les modèles gauche-droite (left-right models) restaurent cette symétrie.)

## Combinaison d'un renversement de charge et de parité
Pendant quelque temps, on a cru qu'une transformation C combinée avec une transformation P (inversion d'espace) formerait une symétrie conservée : la symétrie CP. Mais on découvrit en 1964 que l'interaction faible violait même cette symétrie, par exemple dans les systèmes de kaons. Dans le modèle standard, cette violation de CP est due à une phase non nulle dans la matrice CKM. Si CP est combinée avec l'inversion du temps (symétrie T), on obtient la symétrie CPT. Cette dernière symétrie est conservée dans toutes les théories non exotiques (théorème CPT).